# Andrena uyacensis
Andrena uyacensis är en biart som beskrevs av Cockerell 1949. Andrena uyacensis ingår i släktet sandbin, och familjen grävbin. Inga underarter finns listade i Catalogue of Life.